# Четириглав бедрен мускул
Четириглавият бедрен мускул (musculus quadriceps femoris) е най-масивният мускул в човешкото тяло и частите му обхващат бедрената кост от всички страни. Той се разполага по предната и отчасти по страничната повърхност на бедрото. Изграден е от 4 глави, които са обособени в началото си като 4 отделни мускула:
- Прав бедрен мускул (musculus rectus femoris) – има най-добре оформено и самостоятелно тяло, което започва сухожилно от предно-долното хълбочно бодило. Разполага се непосредствено под кожата, по средата на предната повърхност на бедрото между страничния и вътрешния и над междинния широк мускул.
- Широк страничен бедрен мускул (musculus vastus lateralis)
- Широк вътрешен бедрен мускул (musculus vastus medialis)
- Широк междинен бедрен мускул (musculus vastus intermedius) – започва от предната и страничната повърхност на бедрената кост.

Четириглавият бедрен мускул е най-мощният разгъвач в колянната става. Тъй като правата глава се прехвърля и над тазо-бедрената става, тя сгъва бедрото, като го доближава до таза.